# 嶼南界碑

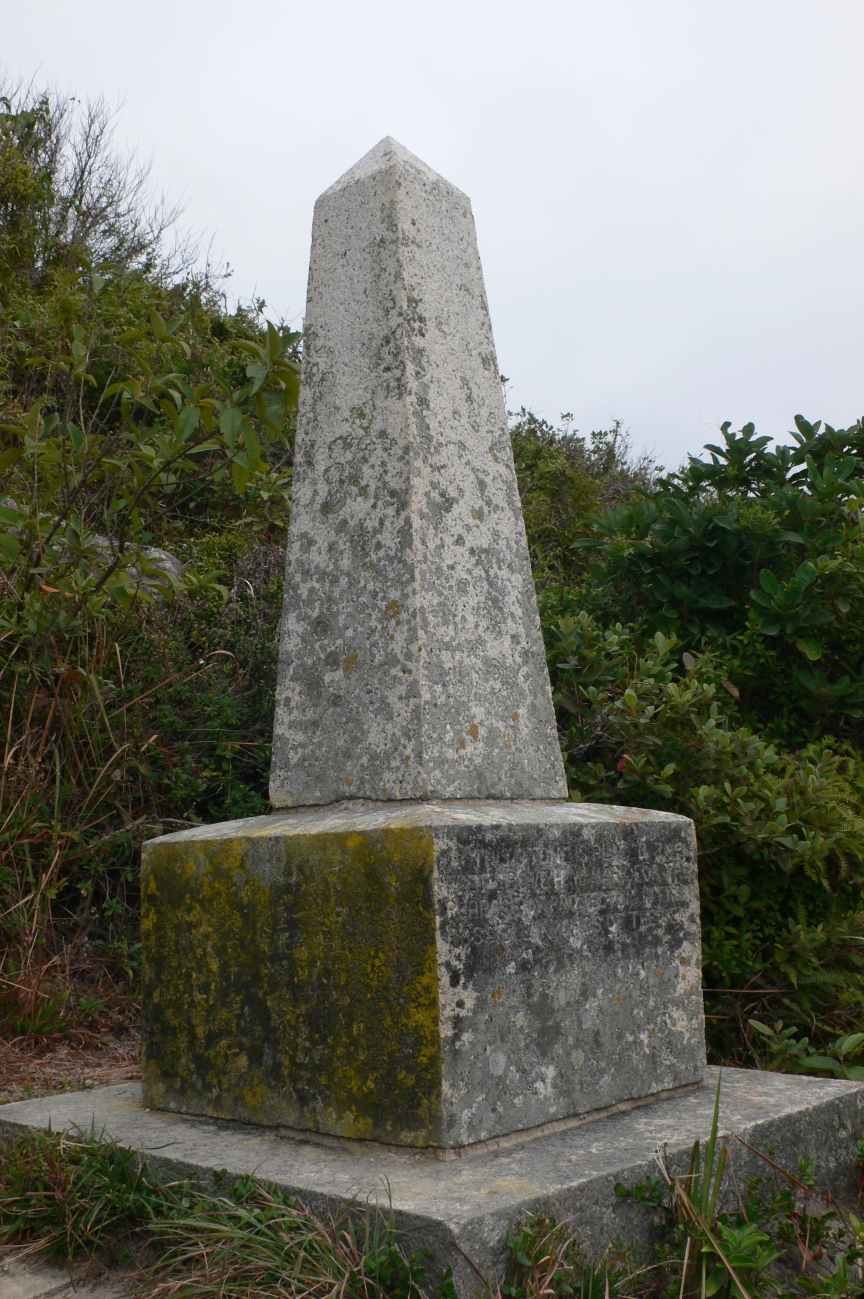
嶼南界碑

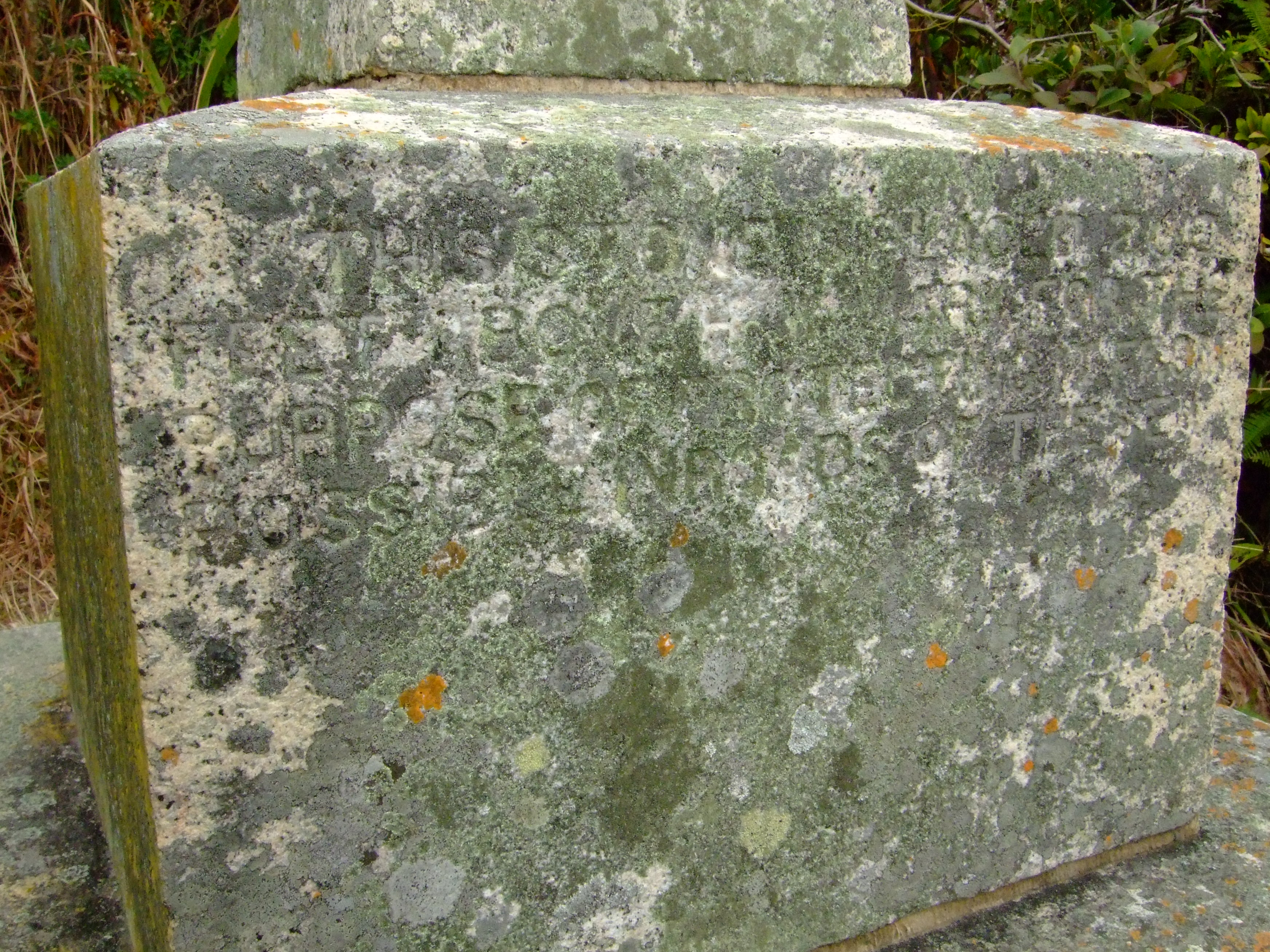
界碑英文碑文

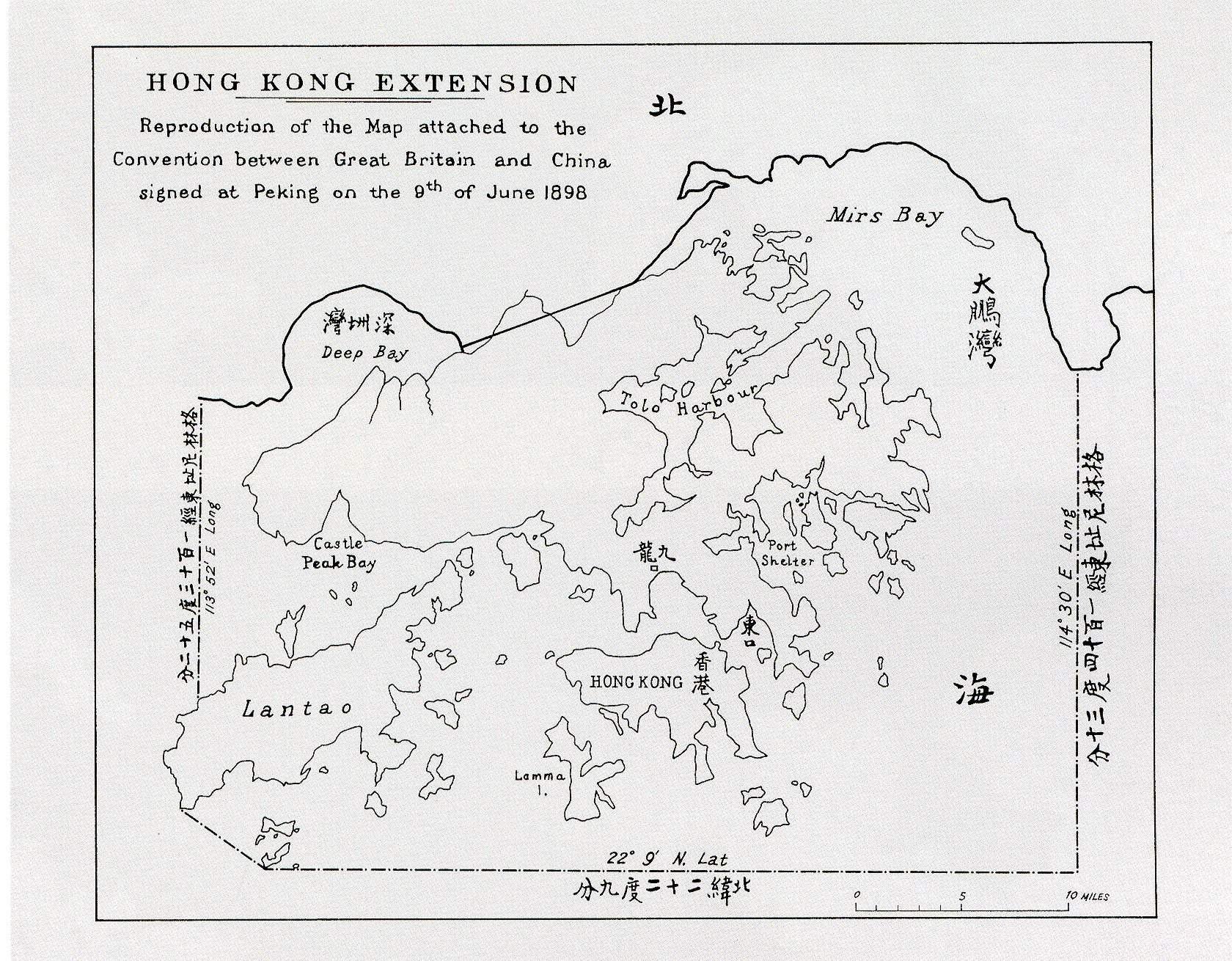
1898年《展拓香港界址專條》地圖，狗嶺涌位於邊界線上

現時香港圖，可見轄區變化

嶼南界碑（英語：South Lantau Obelisk），又稱嶼南界石，是香港大嶼山上的界碑之一，於1902年樹立，以表明大嶼山已租予英國。
1898年，滿清與英國簽署《展拓香港界址專條》，連同大嶼山的新界範圍被英國租借99年。1902年，英軍少校力奇率領軍艦林保號抵達大嶼山豎立花崗岩石碑，北部及南部各一。其中嶼南界碑座落於狗嶺涌，基座上刻有經度東經113度52分，清楚顯示新界租借地界線。

## 碑文
此界石安豎在大

　嶼山南方即東經

　線壹佰壹拾叁度

　伍拾貳分自此界

　石正南潮漲處起

　點沿大嶼山西便

　一帶海岸向南直

　至北緯線貳拾貳

　度九分

大英一仟九百二年

　管帶霸林保兵艦

　水師總兵官力

　會同本艦員弁等

　勘明界址共立此

　石界